# تلامس أومي
التلامس الأومي (بالإنجليزية: Ohmic contact)‏ هو توصيل غير مقّوم وهي منطقة في جهاز أشباه الموصلات التي أعدت بحيث أن منحنى علاقة التيار - الجهد (IV) لهذه المنطقة يكون بشكل طولي ومتماثل. عادة هو تقاطع بين أشباه الموصلات والمعادن كمعدن الرصاص ومواد أشباه الموصلات.
و نرمز لها بالحرف R